# Ensemble Donautorgasse (Vohburg an der Donau)

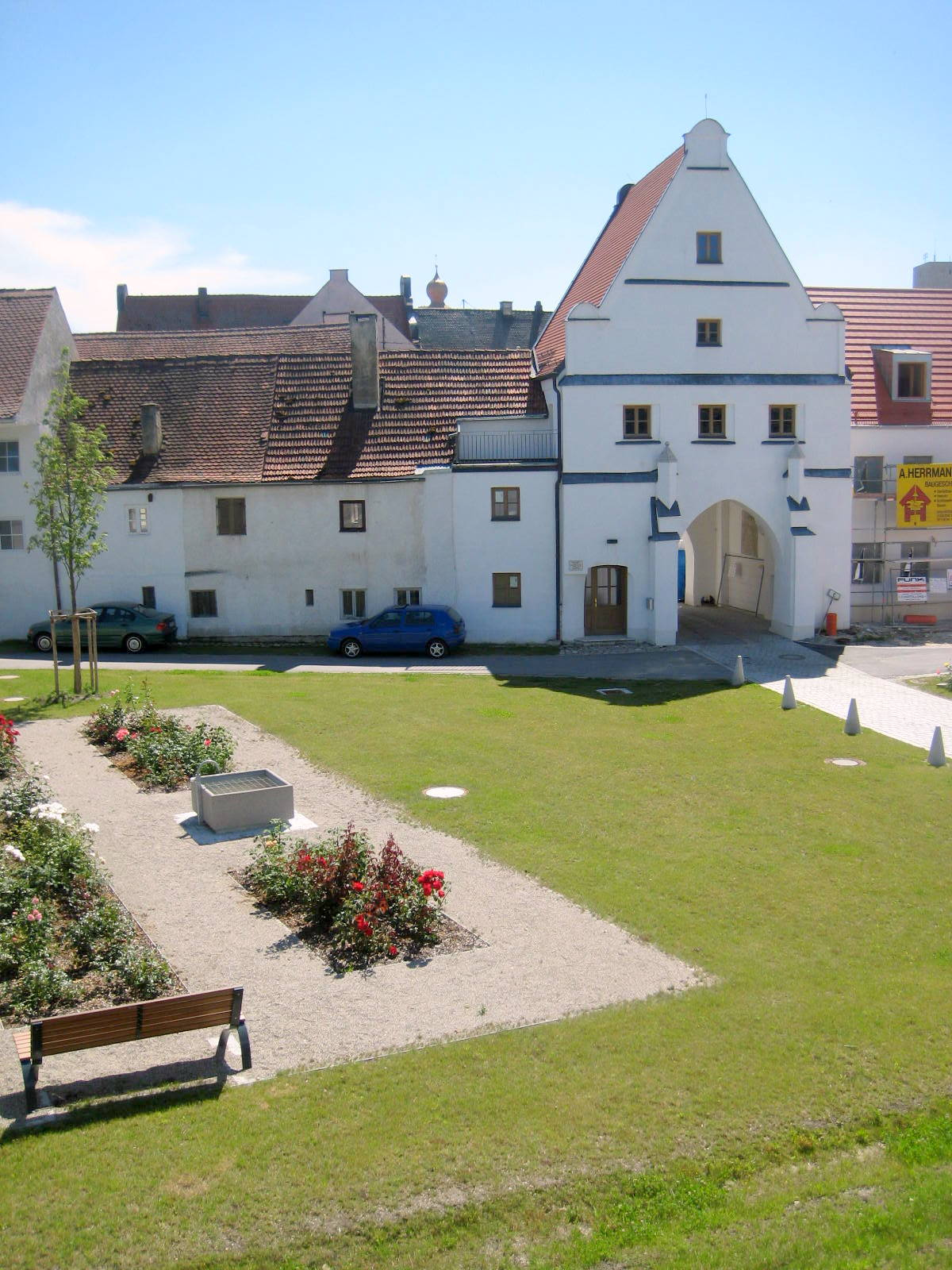
Donautor in Vohburg an der Donau

Das Ensemble Donautorgasse in Vohburg an der Donau, einer Stadt im oberbayerischen Landkreis Pfaffenhofen an der Ilm, ist ein Bauensemble, das unter Denkmalschutz steht. Vohburg liegt auf einer Halbinsel, die in einem isolierten Berg mit ausgedehntem Plateau gipfelt, zwischen kleiner Donau im Süden und Donau im Norden.
Das Ensemble umfasst die Donautorgasse 1 bis 6 sowie die Donaustraße 33 und 35. Es besteht aus zweigeschossigen Gebäuden des 15. bis 20. Jahrhunderts.